# Butch Hartman
Elmer Earl "Butch" Hartman IV (Highland Park, Míchigan; 10 de enero de 1965) es un animador, director, productor, escritor y actor de voz estadounidense. Es mayormente conocido por ser el creador de las series animadas para Nickelodeon Los padrinos mágicos, Danny Phantom, T.U.F.F. Puppy y Bunsen is a Beast. 
El 8 de febrero de 2018, Hartman anunció en su canal de YouTube que dejó de trabajar para Nickelodeon después de 20 años de su carrera artística como animador. En 2021 fue recontratado por la misma cadena.

## Primeros años
Hartman nació en Highland Park, Míchigan, hijo de Elmer Earl Hartman III y Carol Davis. Recibió el apodo "Butch" en su juventud y continuó usando el nombre profesionalmente de adulto. Hartman pasó su niñez en Roseville, Míchigan, y su adolescencia en New Baltimore, Míchigan. Se graduó en la Anchor Bay High School en New Baltimore en 1983. Consecuentemente se matriculó en el California Institute of the Arts en Valencia, California.

## Carrera
Hartman entró a la industria de la animación en 1986, y su primer trabajo fue en el dibujo animado Mi pequeño poni. 
En 1990 fue a DiC Entertainment, donde trabajó en Adventures of Sonic the Hedgehog, Captain N y Gadget Boy. Luego, se convirtió en escritor, director y editor de libretos en muchos shows de Cartoon Network, incluyendo El laboratorio de Dexter, La vaca y el pollito y Johnny Bravo.
Llegó al éxito en 1997, cuando creó Los padrinos mágicos (en donde también hizo voces). Esta fue originalmente una serie de cortometrajes relacionados con el show antológico Oh Yeah! Cartoons. En 2001, Nickelodeon la convirtió en una serie completa. Los padrinos mágicos se convirtió en un gran éxito, segundo en los índices de audiencia detrás de Bob Esponja. Hartman creó en 2004 otro show para Nickelodeon, Danny Phantom, el cual finalizó tres años después, el 12 de febrero de 2007. Sin embargo, una vasta mayoría de los fanáticos dedicados del programa lucharon para tener más episodios de Danny Phantom. Con los lemas «Salven al fantasma, ¡la mayoría lo adoramos!» y «Mantengan a Danny», docenas de peticiones fueron firmadas y centenares de cartas mandadas.
También es el productor ejecutivo y editor de escenas de Doogal, la versión norteamericana de la película animada franco-británica The Magic Roundabout. El film fue doblado por The Weinstein Company y lanzado el 24 de febrero de 2006. Hartman firmó contrato además con Nickelodeon para producir la serie T.U.F.F. Puppy.
T.U.F.F. Puppy es la tercera serie que crea para el canal Nickelodeon, siendo esta diferente de las otras dos producciones anteriores, puesto que está ambientada en una ciudad ficticia llamada "Petrópolis", donde todos sus habitantes son animales, y trata sobre una agencia de agentes animales secretos llamada T.U.F.F., quienes luchan contra una agencia de supervillanos llamada D.O.O.M. La voz original del perro "Dudley Puppy", protagonista de esta serie, es del actor y estrella de Nickelodeon Jerry Trainor, a quien llamó Hartman para que prestara su voz.
En 2011, produjo la primera película de acción real basada en su exitosa serie animada Los padrinos mágicos, titulada A Fairly Odd Movie: Grow Up, Timmy Turner!, que cuenta con las actuaciones de Drake Bell (como Timmy Turner), Daniella Monet (como Tootie), Jason Alexander (como Cosmo) y Cheryl Hines (como Wanda). Hartman también hace un cameo en la película como un mesero de un restaurante elegante. Esta película tuvo tanto éxito que Hartman planeó hacer una secuela, estrenada a finales de 2012, bajo el nombre de A Fairly Odd Christmas.
Sus otros trabajos incluyen varias voces en la serie animada Padre de familia, e hizo la voz del personaje Sean Masters en el cortometraje de acción real Generations en 1991. Hartman actualmente vive en Bell Canyon, California, con su esposa Julieann y sus hijas, Carly y Sophia.
El 8 de febrero de 2018, dejó de trabajar para Nickelodeon, después de 15 años trabajando en la cadena.
En febrero de 2021, se anunció que Hartman regresaría a Nickelodeon como productor de The Fairly OddParents: Fairly Odder, un reinicio animado/de acción en vivo de su programa original.

## Controversias
Hartman ha estado involucrado en algunos incidentes que han provocado rechazo, incluyendo ser acusado de restarle importancia a los problemas de salud mental mientras culpabiliza exclusivamente a la tecnología. También ha sido criticado por decir, a través de su organización sin animo de lucro, que la religión puede curar males como el desorden bipolar, el autismo, las insuficiencias cardiaca y renal, la fibromialgia y la esclerosis múltiple, además de engañar a los usuarios patrocinadores de Kickstarter con respecto a la naturaleza religiosa y actividades de su recién iniciada plataforma de streaming OAXIS Entertainment tras llegar a la meta establecida.
El 13 de junio de 2020, Rob Orpilla (conocido en línea como Kuro the Artist), un animador que trabajó con Hartman en otras oportunidades, reveló en su canal de YouTube que Hartman cometió un incumplimiento de contrato al negarse a compensarle por haber estado involucrado en algunos proyectos que realizó junto a Hartman que nunca fueron completados. Se inició un caso en la corte, pero este fue desestimado cuando Orpilla finalmente fue compensado por Hartman a último minuto, aunque el primero decidió no trabajar nunca más con él ya que no ofreció una disculpa pública por lo sucedido, además de odiar a Hartman por haber hecho que su división de Noog Network se contactara con Orpilla en lugar del propio Hartman.

## Filmografía
| Año             | Título                                                               | Notas                                                           |
| 1995-1998       | What a Cartoon!                                                      | Trabajo debut                                                   |
| 1997-1999       | Johnny Bravo                                                         |                                                                 |
| 1999-2002       | Family Guy                                                           |                                                                 |
| 2002            | Dan Danger                                                           |                                                                 |
| 2004            | La hora poderosa de Jimmy y Timmy                                    |                                                                 |
| 2006            | Jimmy y Timmy: La hora del poder, cuando los genios chocan           |                                                                 |
| 2006            | Ídolo Mágico                                                         |                                                                 |
| 2006            | La hora del poder de Jimmy y Timmy 3: Creadores de monstruos         |                                                                 |
| 2011            | Los Padrinos Mágicos, La Película: ¡Momento de Crecer, Timmy Turner! | Hartman hace un cameo como mesero de un restaurante             |
| 2012            | Los Padrinos Mágicos: Una Navidad Mágica                             | Hartman hace un cameo como un cantante de villancicos navideños |
| 2001-2017       | Los padrinos mágicos                                                 |                                                                 |
| 2004-2007       | Danny Phantom                                                        |                                                                 |
| 2010-2015       | T.U.F.F. Puppy                                                       |                                                                 |
| 2014            | A Fairly Odd Summer                                                  |                                                                 |
| 2017-2018       | Bunsen is a Beast                                                    |                                                                 |
| 2022            | Los padrinos mágicos: más mágicos que nunca                          | Productor ejecutivo.                                            |
| 2024-actualidad | The Fairly OddParents: A New Wish                                    | Productor ejecutivo.                                            |